# Hymn Azerbejdżanu
Marsz Azerbejdżanu (Azərbaycan marşı) – hymn państwowy Republiki Azerbejdżanu. Słowa napisał w 1919 poeta azerski Əhməd Cavad, a melodię skomponował popularny w Azerbejdżanie kompozytor Üzeyir Hacıbəyov.

## Tekst
Azərbaycan marşı
Azərbaycan! Azərbaycan!

Ey qəhrəman övladın şanlı Vətəni!

Səndən ötrü can verməyə cümlə hazırız!

Səndən ötrü qan tökməyə cümlə qadiriz!

Üç rəngli bayrağınla məsud yaşa!

Üç rəngli bayrağınla məsud yaşa!

Minlərlə can qurban oldu,

Sinən hərbə meydan oldu!

Hüququndan keçən əsgər!

Hərə bir qəhrəman oldu!

Sən olasan gülüstan,

Sənə hər an can qurban!

Sənə min bir məhəbbət

Sinəmdə tutmuş məkan!

Namusunu hifz etməyə,

Bayrağını yüksəltməyə,

Namusunu hifz etməyə,

Cümlə gənclər müştaqdır!

Şanlı Vətən! Şanlı Vətən!

Azərbaycan! Azərbaycan!

Azərbaycan! Azərbaycan!
Азәрбајҹан маршы
Азәрбајҹан!, Азәрбајҹан!

Еј гәһрәман өвладын шанлы Вәтәни!

Сәндән өтрү ҹан вермәјә ҹүмлә һазырыз!

Сәндән өтрү ган токмәјә ҹүмлә гадириз!

Үч рәнгли бајрағинла мәсуд јаша!

Үч рәнгли бајрағинла мәсуд јаша!

Минләрлә ҹан гурбан олду,

Синән һәрбә мејдан олду!

Һүгугундан кечән әсҝәр!

Һәрә бир гәһрәман олду!

Сән оласан ҝүлүстан,

Сәнә һәр ан ҹан гурбан!

Сәнә мин бир мәһәббәт

Синәмдә тутмуш мәкан!

Намусуну һифз етмәјә,

Бајрағыны јүксәлтмәјә,

Намусуну һифз етмәјә,

Ҹүмлә ҝәнҹләр мүштагдыр!

Шанлы Вәтән! Шанлы Вәтән!

Азәрбајҹан!, Азәрбајҹан!

Азәрбајҹан!, Азәрбајҹан!
Marsz Azerbejdżanu
Azerbejdżanie! Azerbejdżanie!

Jesteś krajem bohaterów,

Jesteśmy gotowi umrzeć, byś Ty mógł żyć,

Oddamy swoją krew, by Cię bronić.

Niech żyje Twój trójkolorowy sztandar!

Niech żyje Twój trójkolorowy sztandar!

Tysiące dusz poświęcono dla ciebie.

Stałeś się polem bitwy.

Wszyscy żołnierze, walczący za Ciebie są bohaterami.

Stajesz się kwitnącym ogrodem.

Jesteśmy gotowi oddać nasze dusze dla ciebie.

Tysiąc jeden czułości w sercach naszych.

Utrzymuj swój honor

Aby podnosić swój sztandar.

Utrzymuj swój honor,

My wszyscy młodzi jesteśmy pełni zapału.

Umiłowana ziemio, Umiłowany kraju.

Azerbejdżan! Azerbejdżan!

Azerbejdżan! Azerbejdżan!